# Redneck Rampage
Redneck Rampage er et kontroversielt first-person shooter computerspil udviklet af Xatrix Entertainment og udgivet af Interplay i 1997.

## Handling
Spillet handler om de to brødre Leonard og Bubba. Brødrene kæmper for at redde deres præmiegris, Bessie, og for at stoppe en Alien-invasion af den opdigtede by Hickston i USA.

## Kritik
Spillet blev efterfølgende kritiseret for dets vold og latterliggørelse af USA's sydsstatsborgere.
| computerspil | Spire Denne computerspilsrelaterede artikel er en spire som bør udbygges. Du er velkommen til at hjælpe Wikipedia ved at udvide den. |